# Vojvodina Češka
Vojvodina Češka (češko České knížectví) je bila v zgodnjem in visokem srednjem veku monarhija in vojvodina  Svetega rimskega cesarstva v Srednji Evropi. Vojvodino so okoli leta 870 ustanovili Čehi kot del Velikomoravske.  Češka se je potem, ko je knez Spitihnjev I. leta 895 prisegel zvestobo vzhodnofrankovskemu kralju Arnulfu, odcepila od razpadajoče Velikomoravske.
Češki knezi iz dinastije Přemyslydov so na začetku vladali s  praškega gradu in Levega Hradca in pod svoj oblast dobili nadaljnje posesti. Pokristjanjevanje, ki sta ga sprožila sveti Ciril in Metod, so nadaljevali frankovski škofje iz Regensburga in Passaua. Leta 973 je bila s skupnimi močmi vojvode Boleslava II. in cesarja Otona I. ustanovljena praška škofija. Češki knez Venčeslav I., ki ga je leta 935 ubil njegov mlajši brat Boleslav, je postal svetnik in zavetnik dežele.
V času, ko je češke dežele zasedel poljski kralj Boleslav I. in so dinastijo Přemyslidov pretresali notranji spori, je vojvoda Vladivoj leta 1002 prejel Bohemijo kot fevd iz rok vzhodnofrankovskega kralja Henrika II. Vojvodina je postala cesarska država Svetega rimskega cesarstva. Knez Otokar I. je leta 1198 dosegel, da je nemški kralj Filip Švabski Vojvodino Češko povišal v dedno Kraljevino Češko. 
Přemyslydi so ostali na oblasti ves srednji vek, vse do izumrtja moške linije s smrtjo kralja Venčeslava III. leta 1306.

## Zgodovina
Ozemlje, ki obsega Češki gozd, Češko rudogorje, Sudete in Češko-Moravsko višavje, so češka plemena naselila okoli leta 550. V 7. stoletju so Čehi postali del zveze, ki jo je vodil frankovski trgovec Samo (umrl 658).  Bohemija kot zemljepisno ime, ki verjetno izvira iz imena keltskega (galskega) plemena Boji, se je prvič pojavila v frankovskih virih iz 9. stoletja. Leta 805 se je cesar Karel Veliki pripravil na osvojitev vzhodnih dežel, leta 805 je napadel Češko in oblegal trdnjavo Canburg. Češke vojske so se  izognile odprtemu boju in se umaknile v globoke gozdove in začele gverilsko vojno. Po štiridesetih dneh je moral cesar zaradi pomanjkanja zalog umakniti svoje sile. Ko so se Franki naslednje leto vrnili in požgali češke dežele, so se morala lokalna plemena končno podrediti in postala podložna Karolinškemu cesarstvu. 

### Velikomoravska
Ko je frankovsko kraljestvo sredi 9. stoletja razpadlo, je Češka prišla pod vpliv Velikomoravske,  ustanovljene okoli leta 830. Leta 874 je vojvoda Svetopolk I. dosegel dogovor z vzhodnofrankovskim kraljem Ludvikom Nemškim in potrdil svojo oblast na Češkem. Z razdrobitvijo Velikomoravske pod pritiskom ogrskih vdorov okoli leta 900 se je Češka začela oblikovati kot samostojna kneževina. Že leta 880 je přemyslidski knez Borivoj iz Levega Gradca, sprva namestnik kneza Svetopolka I., svojo rezidenco preselil na praški grad in začel podrejati porečje Vltave.
Po Borivojevi smrti v letih 888/890 je Velikomoravska za krajši čas znova prevzela nadzor nad nastajajočo češko kneževino, dokler ni Borivojev  sin Spitihnjev skupaj s slavniškim knezom Vitislavom leta 895 v Regensburgu prisegel zvestobe vzhodnofrankovskemu kralju Arnulfu Koroškemu. Po prisegi je skupaj z mlajšim bratom Vratislavom vladal v Srednji Češki okoli Prage.
Brata sta uspela obraniti svojo kneževino pred napadi Ogrov, ki so med osvajanjem Karpatskega bazena v bitki pri Bratislavi leta 907 strli vzhodnofrankovsko vojsko. Češka kneževina, zaradi prisotnosti Ogrov odrezana od Konstantinopla, je še ostala neodvisna država v senci Vzhodne Frankonije. Češki knezi so plačevali davek bavarskim vojvodam v zameno za potrditev mirovnega sporazuma. Vratislavov sin Venčeslav, ki je vladal od leta 921, je bil sprejet kot vodja češke plemenske zveze, vendar se je moral spoprijeti s sovraštvom sosednjega vojvode Arnulfa Bavarskega in njegovega mogočnega zaveznika, saškega kralja Henrika I. Nemškega. Venčeslav  je ohranil svojo vojvodsko oblast, tako da se je leta 929 podredil kralju Henriku I., nato pa ga je umoril brat Boleslav.
Po prevzemu češkega prestola leta 935 je vojvoda Boleslav osvojil sosednji deželi Moravsko in Šlezijo ter razširil svojo oblast do Krakova na vzhodu. Uprl se je Henrikovemu nasledniku kralju Otonu I.,  prenehal plačevati davek,  napadel saškega zaveznika na severozahodu Češke in leta 936 vdrl v Turingijo. Po daljših oboroženih spopadih je kralj Oton I. leta 950 oblegal grad v lasti Boleslavovega sina in Boleslava prisilil, da je podpisal mirovni sporazum, s katero je priznal Otonovo suverenost in obljubil, da bo nadaljeval s plačevanjem davka. Kot kraljev zaveznik je prispeval češke čete, ki so se skupaj z nemškimi borile proti Ogrom v bitki pri Lechfeldu leta 955. Po porazu Ogrov je kot priznanje za zasluga dobil Moravsko.
Od uničenja ogrskih maroderjev so imeli koristi Nemci in Čehi. Manj očitno je tisto, kar je želel pridobiti Boleslav I. s sodelovanjem v vojni proti obotritskim plemenom  na skrajnem severu, ko je v saškem Billungu marca zatrl vstajo slovanskih vojvod Stojgneva in Nakona. Boleslav je verjetno hotel zagotoviti, da njegovi nemški sosedje ne bodo posegali v njegovo širitev Češke na vzhod.
Pomembno je, da je bila praška škofija, ustanovljena leta 973 v času vladavine vojvode Boleslava II., podrejena nadškofiji Mainz. Češki vladarji so si hkrati s tem, da so z nemško zvezo utrdili svojo vladavino proti večno uporniškemu regionalnemu plemstvu, prizadevali ohraniti svojo avtonomijo v odnosu do cesarstva. Češka kneževina se je dokončno utrdila leta 995, ko so Přemyslidi premagali svoje tekmece Slavníke, združili češka plemena in vzpostavili nekakšno centralizirano vladavino, čeprav so jo pretresali notranji dinastični boji.

### Sveto rimsko cesarstvo
Leta 1002 se  je vojvoda Vladivoj otresel oblasti kralja Henrika II. Svetega. S tem dejanjem je Češka kot popolnoma suverena vojvodina postala del Svetega rimskega cesarstva. Ko  je Vladivoj naslednje leto umrl, je Češko in Moravsko napadel poljski vojvoda Boleslav I. in tam zavladal kot Boleslav IV. Leta 1004 je češki vojvoda Jaromir po njegovem izgonu s pomočjo Henrika II. od kralja dobil Češko v svoj fevd.
Češki vojvoda Bretislav I. je leta 1019 ali 1029 ponovno pridobil Moravske dežele, katerim je odslej običajno vladal mlajši sin češkega vojvode/kralja. Okoli leta 1031 je Bretislav napadel Ogrsko, da bi preprečil njeno nadaljnjo širitev, in leta 1035 pomagal cesarju proti Lužičanom. Leta 1039 je napadel Poljsko, zavzel Poznanj in opustošil Gniezno in zatem osvojil še del Šlezije, vključno z Vroclavom.  Uničenje Gniezna je poljske vladarje spodbudilo, da so svojo prestolnico preselili v Krakov. Leta 1040 je Bretislav v bitki pri Brůdeku odbil vojsko nemškega kralja Henrika, ki je napadla Češko. Naslednje leto je Henrik oblegal Bretislava v Pragi  in ga prisilil, da se je odpovedal vsem svojim osvojitvam, razen Moravske. Leta 1047 se je Henrik pogajal za mir med Bretislavom in Poljaki.
Bretislavov sin Vratislav II., je v svoji dolgi vladavini podpiral Henrika proti papežu, protikraljem in uporom na Saškem. Češke čete so pokazale velik pogum in Vratislav II. je  leta 1083 skupaj s Henrikom in njegovimi oboroženimi silami vstopil v Rim. Henrik je Vratislava leta 1085 iz hvaležnosti dosmrtno imenoval za prvega češkega kralja. Zunanja politika njegovega naslednika Bretislava II. se je v veliki meri ukvarjala s šlezijskim konfliktom, ker  Poljaki niso plačevali pristojbin za območja, ki jih je Poljski odstopil Bretislav I.
Leta 1147 je češki vojvoda Vladislav II. spremljal nemškega kralja Konrada III. na drugem križarskem pohodu s Sveto deželo, ki se je končal v Konstantinoplu. Za podporo cesarju Frideriku Barbarossi proti severnim italijanskim mestom, zlasti Milanu,  je bil Vladislav 11. januarja 1158 izvoljen za češkega kralja in postal drugi češki kralj.

## Gospodarstvo
V zgodnjem 12. stoletju se je v Češkem rudogorju začelo rudariti kositer in srebro.

## Kraljevina Češka
Med nemško državljansko vojno med Štaufovcem Filipom Švabskm in njegovim rivalom Welfovcem Otonom IV.  se je češki vojvoda Otokar I. odločil podpreti Filipa, za kar je bil leta 1198 nagrajen s kraljevskim kronanjem, tokrat kot dedni kralj.  Leta 1200 je Otokar prekršil svoj dogovor s Filipom in se izjasnil za Welfe. Tako Oton kot papež Inocenc III. sta Otokarja priznala za dednega kralja Češke in Vojvodina Češka se je prerodila v Kraljevino Češko.
Leta 1212 je bil Otokar I., ki je od leta 1198 nosil naziv "kralj", s Sicilsko zlato bulo, uradnim ediktom Štaufovca Friderika II., potrjen za dednega češkega kralja, njegova vojvodina pa je bila uradno priznana kot kraljevina. Češki kralj je bil oproščen vseh nadaljnjih obveznosti do Svetega rimskega cesarstva, razen udeležbe na cesarskih svetih. Razveljavljeno je bilo cesarsko pooblastilo za ratifikacijo vsakega češkega vladarja in imenovanje praškega škofa. Država je zatem dosegla največji teritorialni obseg in hkrati doživela svojo zlato dobo.
Po izumrtju dinastije Přemyslidov je deželam češke krone od leta 1310 do smrti cesarja Sigismunda leta 1437 vladala luksemburška vladarska hiša. Po srednjem veku so oblast v  Kraljevini Češki prevzeli avstrijski Habsburžani, ki so vladali od leta 1526 do propada Avstro-Ogrske po prvi svetovni vojni eta 1918.

## Seznam čeških knezov
| - Bořivoj I. - Spytihněv I. - Vratislav I. - Venčeslav I. - Boleslav I. Okrutni - Boleslav II. - Boleslav III. - Vladivoj - Jaromir - Oldřich - Břetislav I. - Spytihněv II. - Vratislav II. (od leta 1085 kralj) - Konrad I. Brněnský | - Břetislav II. - Bořivoj II. - Svatopluk Olomoucký - Vladislav I. - Soběslav I. - Vladislav II. (od leta 1158 kralj) - Bedřich - Soběslav II. - Konrad II. Ota - Vaclav II. (knez) - Jindřich Břetislav - Vladislav Jindřich - Přemysl Otakar I. (od leta 1198 kralj) |

## Vira
- Berend, Nora; Urbańczyk, Przemysław; Wiszewski, Przemysław (2013). Central Europe in the High Middle Ages: Bohemia, Hungary and Poland, c.900–c.1300. Cambridge: Cambridge University Press. ISBN 978-1107651395.
- Bradbury, Jim (2004). The Routledge Companion to Medieval Warfare. Routledge. ISBN 978-1134598472.